# USS Marcus (DD-321)
USS Marcus (DD-321) – amerykański niszczyciel typu Clemson będący w służbie United States Navy w okresie po I wojnie światowej. Patronem okrętu był Lieutenant (jg.) Arnold Marcus.
Stępkę okrętu położono 20 maja 1919 w stoczni Bethlehem Shipbuilding Corporation w San Francisco. Zwodowano go 22 sierpnia 1919, matką chrzestną była wdowa po patronie okrętu. Jednostka weszła do służby 23 lutego 1921, pierwszym dowódcą został Lieutenant Commander C. E. Rosendahl.
„Marcus” po zakończeniu rejsu odbiorczego został przydzielony do służby we Flocie Pacyfiku. Jako jednostka 13 Eskadry (ang. Squadron 13), później 12 Eskadry, operował w rejonie zachodniego wybrzeża USA. Pływał po wodach sięgających od Seattle do Panamy. W okresie luty-marzec 1924 dołączył do innych okrętów floty, symulujących  w ramach manewrów atak na Kanał Panamski. Od kwietnia do lipca 1925 brał udział w taktycznych ćwiczeniach floty w rejonie wysp hawajskich. Następnie wrócił do zwykłej służby, która trwała do 1927. W marcu i kwietniu tego roku okręt ponownie popłynął na południe by wziąć udział w manewrach floty, po których wrócił na zachodnie wybrzeże USA. Pomiędzy 1927 a 1929 odbył kilka rejsów do Honolulu: jeden z rezerwistami marynarki, dwa inne jako eskorta lotniskowca.
We wrześniu 1929 „Marcus” przeszedł do San Diego, gdzie został wycofany ze służby 31 maja 1930. Został skreślony z listy jednostek floty 28 stycznia 1935, na mocy ustaleń londyńskiego traktatu morskiego. Został zatopiony jako okręt-cel ogniem artyleryjskim 25 czerwca 1935.